# PTEN (جين)
فتن، مماثل الفُسفاتاز والتِنْسين، طافر في العديد من السرطانات المتقدمة، PTEN هو الرمز الرسمي للجين.ويمكن أن يعرف بأسماء أخرى.
يزود هذا الجين بتعليمات لصنع أو تركيب بروتين موجود تقريباَ في كل الأنسجة في الجسم. ويعمل هذا البروتين ككابح ورمي، وذلك يعني أنه يساعد في تنظيم حلقة الانقسام الخلوي بالمحافظة على الخلايا من النمو والانقسام السريع أو بطريقة غير مراقبة. إن بروتين PTEN يعدل العديد من البروتينات الأخرى والشحوم بوساطة إزالة مجموعات فوسفورية والتي تتألف من ثلاث 	ذرات أوكسيجين وذرة فوسفور. بناءَ على هذه البيانات فإن بروتين PTEN يمكن أن يعد نوع من الأنزيمات التي تدعى فوسفاتاز. ويعمل أنزيم PTEN كجزء من طريق كيميائي من خلاله ترسل إشارات خلوية لإيقاف الانقسام وتدفع الخلايا للخضوع لنوع من الموت المبرمج الخلوي المُسمّى «إستماتة» (بالإنجليزية: Apoptosis)‏. هذه الأعمال تمنع النمو غير المراقب للخلية والتي يمكن أن تقود إلى تشكيل الأورام. هناك أدلة تشير إلى دور أنزيم PTEN في المساعدة في مراقبة حركة الخلية أو هجرتها، التصاق الخلايا في الأنسجة المحيطة وفي تشكيل أوعية دموية جديدة. بالإضافة لذلك يمكن أن يلعب دوراَ في المحافظة على ثبات المعلومات الجينية للخلية.
متلازمة كودن، تتسبب بطفرة في جين PTEN.
أشارت الأبحاث إلى أكثر من 100 طفرة في جين PTEN والتي يمكن أن تقود إلى متلازمة كودن، وعادة ما تكون هذه الطفرات وراثية من الأبوين وتصيب كل الخلايا الجسمية. الطفرات في جين PTEN تتضمن تبدلات في عدد صغير من بناء DNA وفي بعض الأحيان حذوفات في عدد كبير من للأزواج القاعدية للجين. يمكن أن تقود الطفرات إلى إنتاج أنزيمات غير فعالة وظيفياَ جزئياَ أو كلياَ. وهذا الأنزيم المعيب غير قادر على كبح انقسام الخلية أو إرسال الخلية الشاذة إلى الموت، والذي يمكن أن يساهم في نمو أورام غير سرطانية تدعى همارتوما.
سرطان الثدي- ارتفاع الخطورة في تغيرات جين PTEN
إن تغيرات جين PTEN تزيد من خطورة تطور سرطان الثدي جزئ من متلازمة سرطانية وراثية نادرة تدعى تناذر كودن. يعتقد بأن هذه الطفرة الوراثية مسؤولة عن جزئ بسيط من حالات سرطان الثدي.